# South Park: Belépés a Benyaliverzumba
A South Park: Belépés a Benyaliverzumba (eredeti cím: South Park: Joining the Panderverse) a South Park című amerikai animációs sorozat különkiadása, mely a Paramount+ streamingszolgáltató kínálatában jelent meg, és összességében a sorozat 326. epizódja. 2023. október 27-én mutatták be az Egyesült Államokban. Magyarországon a SkyShowtime mutatta be, magyar szinkronnal 2024. november 1-jén.
Az epizód a The Walt Disney Company-t figurázza ki, különösen az igazgatót, Bob Igert, valamint a Lucasfilm igazgatóját, Kathleen Kennedy-t, és azt a gyakorlatot, hogy az alkotásaik sablonszerűen, az "erőltetett woke-ság" mentén készülnek, kizárólag identitáspolitikai célzattal. A cselekmény szerint Eric Cartman átkerül egy másik univerzumba, ahol South Park összes lakója különböző rasszú nő, akik a patriarchátus ellen küzdenek, Kathleen Kennedy ottani megfelelője pedig Cartmanre hasonlít, és a Disney-filmekbe próbál minél több kisebbségi karaktert beleerőltetni. Az epizód főcíme is a Disney-logó kifigurázása.

## Cselekmény
Cartman rémálmokat lát arról, hogy őt és barátait Kathleen Kennedy lecserélte vegyes rasszú nőkre, akik a patriarchátusra panaszkodnak. Pszichológusa szerint csak a jövőtől fél, és attól, hogy a mesterséges intelligencia átveszi a hatalmat az életük felett. Eközben a Böcsület Farmon Randy azt mondja a gyerekeinek, hogy már annyira ráhagyatkoznak az életükben a modern technikára, hogy például egy egyszerű javítási munkát sem tudnak elvégezni. Meg akarja mutatni nekik, hogy mit kell csinálni, de valójában ő sem tesz mást, csak kihív egy szerelőt. A szerelő nem javítja meg az elromlott sütőajtót, idő és alkatrész hiányában, és azt mondja, hogy nincs rászorulva a kenőpénzére sem, mert mostanában rengeteg a munkájuk és tele vannak pénzzel. A városlakók is ezt tapasztalják, és úgy tűnik, minden azért van, mert a modern technikába feledkező, a mesterséges intelligenciára hagyatkozó emberek már nem tudnak semmit megcsinálni. Randy tanúbizonyságát is adja ennek, amikor Sirivel beszélgetve azt akarja rávenni, hogy javítsa meg neki a sütőajtót. Siri azt tanácsolja neki, hogy fogadjon fel illegális bevándorlókat - el is megy a barkácsáruházhoz, de ott csak szerelőket kereső városiakat talál, akik közül a tényleges szerelő próbál segédmunkásokat toborozni, sikertelenül. Randy felteszi a kérdést, hogy miféle univerzum lehet ez, majd ő is beáll a többiek közé. Felhecceli az embereket azzal, hogy azért nem értenek semmihez, mert ahelyett, hogy szakmát tanultak volna, inkább egyetemre jártak, aminek a mesterséges intelligencia korában semmi hasznát nem veszik. Ezután a Coloradói Egyetem elé mennek, közölve, hogy nem fizetik tovább a diákhiteleket, hanem ők követelnek pénzt. Katapultot akarnak bevetni, de azt előbb össze kellene rakni, ahhoz pedig csak egy szerelő ért, ezért kihívnak egyet. Sikeresen betörik az egyik ablakot, de egy másik szerelő azonnal meg is javítja azt. Ezután a rendszer ellen kezdenek el demonstrálni.
Cartman előadja az iskolában, hogy Kathleen Kennedy és a Disney mindegyikükért el fog jönni, és már ő is érzi magán, hogy elkezdett megváltozni. Azt is elmondja, hogy szerinte létezik a multiverzum - majd miután ezt előadja, egy kék gömbbe kerül, ami beszippantja és átviszi egy másik univerzumba, a 216-B-be. Cartman itteni megfelelője, egy fekete nő pontosan ugyanazt adja elő, majd kicserélődik Cartmannel. A fiúkat behívatja PC igazgató, aki a tiltakozásuk ellenére semmi furcsát nem lát abban, hogy barátjukból egy fekete nő lett, sőt őket szidja le az intoleranciájuk miatt. Szerintük azonban igenis probléma, mert ez teljesen ugyanaz a Cartman, mint a régi, az egyetlen különbség az, hogy fekete nőre cserélték. Miután PC igazgató három hét büntetéssel fenyegeti meg őket, kénytelenek segíteni a nőnek, aki azt mondja, hogy egy szupererős számítógépre lesz szükségük. Ehhez nincs más dolguk, mint Kyle anyjának a hitelkártyájával megvenni a szükséges dolgokat. Eközben Bob Iger és a Disney igazgatósága amiatt keseregnek, hogy az összes idei filmjük megbukott, pedig újra és újra ugyanazt forgatják le és nyomják le a nézők torkán. Arra jutnak, hogy a probléma Kathleen Kennedyvel van, aki az utóbbi időben megváltozott, és minden filmbe "gagyi ratyi nőket" erőltet bele.
A 216-B univerzumban az eredeti Kathleen Kennedy megtalálja Cartmant és üldözőbe veszi. Mikor végre sarokba szorítja, közli vele, hogy mindketten ugyanabban a helyzetben vannak és segíteniük kell egymásnak. Az eredeti South Parkban Bob Iger csapata egy arcfelismerő szoftver segítségével rájön, hogy Cartman pontosan Kennedy mása, és Skeeter borbárjába mennek, hogy segítséget kérjenek Randyéktől a megtalálásában. Ők örömmel meg is teszik, mert szerintük is teljesen kifordult a világ magából. Iger szerint ez azért van, mert egy Benyalikő nevű eszköz segítségével Kennedy megnyitott egy portált - ez megnyugtatja a férfiakat, akik szerint immár mégsem volt ostobaság egyetemre járniuk, hiszen minden rosszért a nő a hibás. Közben a fiúk rájönnek, hogy a női Cartman nem is megoldást akart keresni, hanem csak játszani akart a Baldur's Gate 3-mal. Randyék és Igerék elmennek érte, mert elméletük szerint egy megfelelő helyre kell csak vinni valamennyiüket, hogy visszakerüljenek a saját univerzumukba. Randy ezt félreértelmezi és a Böcsület Farmra viszi mindannyiukat.
Az eredeti Kathleen Kennedy elmondja Cartmannek, hogy a Benyailkő, ami az egészet okozta, egy ősi mesterséges intelligencia, amit a filmek gyártásához használtak fel (ugyanazt a filmet készítették el újra és újra, hogy mindenkinek megfeleljen). De egy idő után az így készült filmekre gyűlölködő leveleket kaptak rasszistáktól, Kennedy pedig vissza akart vágni nekik, ezért túlzásba vitte az eszköz használatát, ami megnyitott egy portált, amin keresztül megérkezett a Cartman-szerű Kennedy, ő pedig átkerült ebbe a világba. Miután Cartman nyugtázza, hogy ez egy elég jó magyarázat arra, hogy miért szívás az összes Disney-film, elárulja, hogy az összes gyűlölködő levelet ő írta, mire egymásnak esnek. Hamar rájönnek azonban, hogy ők teremtették meg egymást a másik ellenpárjaként, ezért békét kötnek. Ezalatt Randy a sütőben megnyitott portálon keresztül visszaviszi a női Cartmant a saját világába, az igazi Cartmant és Kennedyt pedig haza. Sőt szerelőket is hoz magával a multiverzumból, akik már nem milliárdosok, így bármikor elvégzik nekik a kért munkákat.
Az epizód végén az 5429F univerzum látható, ahová a Cartman-szerű Kennedy kerül vissza, akinek az anyja egy humanoid rovarszerű lény, Kyle pedig a gabonapelyhe, amit megeszik.

## Kulturális utalások, kontextus
- Az epizód címe egy utalás a "Pókember: Irány a Pókverzum" című filmre, amelynek több elemét is kiparodizálja. A bemutatójakor egyébként is rengeteg olyan filmet mutattak már be, amely különféle multiverzumokat mutatott be, és szinte kivétel nélkül Disney-szuperhősfilmek (pl.: "Bosszúállók: Végjáték", "Pókember: Nincs hazaút", "Doctor Strange az Őrület Multiverzumában", "A Hangya és a Darázs: Kvantumánia", az animációs Spider-Verse franchise, illetve a "Flash".) Kyle az epizódban hangot is ad annak, hogy mindenkinek mennyire elege van már ebből, és hogy a multiverzum csak a lusta írók kifogása a kreativitás hiányára.
- Cartman utalást tesz arra is, hogy rengeteg franchise-ból készült új változat, annyi különbséggel, hogy a fehér férfi főhősök helyett női vagy nem fehér bőrű karakterek kerültek az élükre. Ilyen például a Pókverzum, a Marvel kapitány, a Szellemirtók, vagy az Aquaman - vagy éppen bizonyos karakterek, mint Nick Fury, Heimdall, Perry White, Jimmy Olsen, Mary Jane Watson és Electro. Többször felemlegetésre kerül az Indiana Jones is, mégpedig az "Indiana Jones és a sors tárcsája" című film miatt, amelyben Helena Shaw jókora szerepet kap a főszereplőhöz képest. Az epizódban is utalnak erre a gyakorlatra, amikor a fiúk megjegyzik, hogy ez pontosan ugyanaz a Cartman, csak éppen fekete és nő.
- A szerelők viselkedése és meggazdagodása egy utalás Elon Muskra és hogy mikre költi a pénzét. A két szerelő közti harc Elon Musk és Mark Zuckerberg egymásnak tett kijelentéseire utal, akik szintén MMA-küzdelemben szerettek volna megküzdeni egymással - ez később űrversennyé változik, ami pedig a Jeff Bezosszal szembeni rivalizálásra utal. Öltözködésük és megjelenésük pedig a 2023 nyarán a mozikban tomboló "Barbenheimer" jelenségre reflektál: a "Barbie" és az "Oppenheimer" című filmek harcára.
- A jelenet, amikor Kathleen Kennedy üldözőbe veszi Cartmant, több szempontból is a Terminátor-franchise paródiája. Az üldözés alatt a "Tunnel Chase" című számra hasonló dal szól, Kennedy futása pedig a T-1000-es terminátora emlékeztet.

## Fordítás
- Ez a szócikk részben vagy egészben  a   South Park: Joining the Panderverse című angol Wikipédia-szócikk ezen változatának fordításán alapul.  Az eredeti cikk szerkesztőit annak laptörténete sorolja fel. Ez a jelzés csupán a megfogalmazás eredetét és a szerzői jogokat jelzi, nem szolgál a cikkben szereplő információk forrásmegjelöléseként.